# 리자이나 테일러
리지나 테일러(Regina Taylor, 영어 발음: /rɪˈdʒinə/, 1960년 8월 22일 ~ )는 미국의 배우, 극작가이다. 라이베리아 혈통을 갖고 있다.

## 참여 작품
- 져지 걸
- 모정 (1995년 영화)
- 커리지 언더 파이어
- 네고시에이터
- 그레이 아나토미
- 엘리멘트리
- 새터데이 처치
- 블랙리스트 (드라마)
- 러브크래프트 컨트리
- 블루 블러드 (드라마)